# Ip Man – A legenda születése
Az Ip Man – A legenda születése (eredeti címén The Legend Is Born – Ip Man) egy 2010-es hongkongi életrajzi harcművészeti film, ami Wing Chun nagymester Jíp Man korai életét mutatja be. A filmet Herman Yau rendezte, és szerepel benne a főszerepet megformáló Dennis To. Bár nem dolgoztak össze az Ip Mant vagy az Ip Man 2-t jegyző Wilson Yippel, a Legenda születésében több olyan szereplő is akad, aki szerepelt Yip filmjeiben. Közéjük tartozik Sammo Hung, Louis Fan, és Chen Zhihui is. A filmben szerepel még Ip Chun is, Jip Man fia.

## Cselekmény
Gyerekként Jíp Man fogadott testvérével, Ip Tin-chivel és közös barátjukkal, Lee Mei-waival  Chan Wah-shuntól tanul Wing Chunt. Mei-wai viszonzatlan érzelmeket táplál Jíp iránt, de ugyanakkor Tin-chi is viszonzatlan érzelmeket táplál Mei-wai iránt. Miután Chan egy betegség következtében meghal, Jíp Man az ő tanárától, Ng Chung-soktól tanul, majd elhagyja Foshant, hogy Hong Kongban tanulhasson.
Hong Kongban egy gyeplabda mérkőzésen Jípet és osztálytársait rasszista megjegyzésekkel illetnek a nyugatiak, amit Jíp bántónak talált. Mikor az egyik nyugati kínaiul rágalmazza, a felháborodott Jíp kihívja harcolni, és alaposan elverte. Az incidens után Jíp népszerűsége és ismertsége az egeket verdeste. Mikor orvosi ellátást keresnek a közben barátjává váló nyugatinak, Jíp találkozik  Leung Bik mesterrel, aki Leung Jan fia, Chan Wah-shun tanára. A Hing Kongban töltött ideje alatt Jip Man a Wing Chun egy sokkal improvizatívabb változatát tanulja meg Biktől. Ez sokbban különbözött Chan Wah-shun ortodox módszerétől, és harcművészeti képességei meredeken emelkedtek. Eközben Foshanban, Jip Tin-chi egy elismert üzletember lett Wing Chun egyik harcművészeti társával. A városba japán üzletemberek érkeztek.
Jip öt év távollét után visszatér Foshanba, és ismét összejön társaival. Úgy gondolják, hogy Jip már nem tiszteli Chan Wah-shun emlékét, mert eltávoldott a hagyományos Wing Chun technikáktól, egy mérges Chung-sok megtámadja. Mivel nem akart ártani a volt tanárának, Ip szánt szándékkal elveszíti a harcot, így a köztük lévő viszony feszült lett. Jip később szerelmes lett Cheung Wing-singbe, Foshan polgármester-helyettesének lányába. Mikor Mei-wai észre veszi, hogy Jip Man szereti Cheungot, elfogadja magáénak Jip Tin-chi szerelmét. Az esküvő éjszakáján megölik a keresztapját, Jipet pedig fő gyanúsítottként letartóztatták, miután látták, hogy dulakodtak korábban. Cheung azt hazudja, hogy Jip egész este vele volt, csak hogy kiengedjék Jipet a börtönből. Mei-wa később felfedez egy levelet, melyben bevallja Tin-chinek, hogy részt vett a keresztapa megölésében. Ezt elmondja Chung-soknek. Öngyilkosságot kísérel meg, amiből Tin-chi menti meg, majd ezután  megpróbálják elhagyni Foshant, de a japánok megállítják őket. Mei-wait elkapták, Tin-chitől pedig azt akarják, hogy ölje meg Ng Chung-sokot, mert ő is tudott a levélről. Még azzal is fenyegetőztek, hogy megölik Mei-wait, csak hogy Tin-chi együtt dolgozzon velük.
A harcművészeti versenyen Ng Chung-sokot Jip Tin-chi és a japán is legyőzi. Jip épp időben érkezett, hogy meg tudja akadályozni Ng Chung-sok megölését, majd legyőzi a japánt és Tin-chit is. Ezután felfedi magát, hogy valójában egy japán őrmester, Tanaka Eiketsu, és azért küldték Kínába, hogy beépüljön, és titkos ügynökként dolgozzon. Jip ezután elrohan a móló felé, hogy megmentse Leet. Ő legyőzi  a japánt és megmenti Mei-wait, aki könnyek között vallja be, hogy elvetélt Tin-chi gyerekével, eközben Tin-chi szeppukuval akar véget vetni az életének. A mólónál észrevették, hogy a japán gyerekeket csempészett be Kínába, akik Tin-chihez hasonlóan titkos ügynökök lehetnek.
Ng Chung-sok narrálja az éjszakát a harcművészetbe frissen beletanuló tanponcok előtt. Jip fia, Ip Chun is ott van az újoncok között. Jip Man visszatér a terembe, az oldalán a frissen hozzáment Cheunggal.

## Szereplők
- Dennis To mint Jíp Man
- Louis Fan mint Ip Tin-chi / Tanaka Eiketsu, Jíp Man vértestvére
- Huang Yi mint Cheung Wing-sing, Jíp Man szerelme
- Rose Chan Ka-Wun mint Lee Mei-wai, Jíp Man újonca.
- Jun (Seventeen) mint fiatal Jip Man
- Xu Jiao mint fiatal Lee.
- Jíp Chun mint Leung Bik, Jíp Man sisukja
- Sammo Hung mint Chan Wah-shun, Jíp Man sifuja / Austin Yuan
- Hins Cheung mint Cho, Jíp Man riválisa a szerelemben
- Yuen Biao mint Ng Chung-sok, Jíp Man mestere.
- Lam Suet mint Cheung Ho-tin, Foshan alpolgármestere és  Cheung Wing-sing apja
- Sire Ma mint Cheung Wing-wah, Cheung Wing-sing húga.
- Bernice Liu mint Kitano Yumi
- Chen Zhihui mint Jíp Man édesapja
- Kenny Kwan
- Andy Taylor aki a gyelpalbda pályánál ócsárolta.